# Jordi Cots i Moner
Jordi Cots i Moner (Barcelona, 5 de juliol del 1927) és un advocat, pedagog, poeta i promotor dels drets dels infants.

## Biografia

### Infantesa i joventut. Primeres escoles
Després de freqüentar escoles de barri en els seus primers anys, va als Escolapis del carrer Diputació de Barcelona. Passa quasi dos anys de la guerra civil a Banyoles, i és alumne d'un Grup Escolar que segueix la més pura tradició pedagògica catalana. Acabada la guerra comença el batxillerat al Col·legi Casp, de Barcelona, dels Jesuïtes i l'acaba a l'Institut Jaume Balmes, on comparteix aula amb Josep Maria Castellet, Manuel Sacristán i el músic Josep Cercós.

### Universitat, la carrera d'advocat, poesia
En una Universitat que solament oferia les titulacions més clàssiques, estudia la carrera de Dret. Coincideix a la Facultat novament amb Josep Maria Castellet, i amb Francesc Casares, Joan Reventós,  Antoni Tàpies, Josep Maria Ainaud, Albert Manent, Enric Gispert. I per bé que una mica més grans, Enric Jardí i Jaume Picas.
Amb Ainaud i Manent col·labora en l'edició, el 1949, de la primera Antologia poètica universitària. Aquest mateix any publica Fidelitat, llibre de poemes, amb pròleg de Joan Triadú.
| « | Viure amb fe cada hora santa, com si l'endemà partíssim cap a un país estranger, sense comiats l'hora nostra. | » |

De la mà de Joan Triadú entra en els cercles literaris catalans. Aquest li fa conèixer Riba, Espriu, Pere Quart. El 1958 aparegué el seu segon llibre de poemes, D'allà on ve la veu. Forma part del jurat del concurs literari de Cantonigròs, del qual eren membres, amb Triadú, el Canonge Junyent, de Vic, i Miquel Llor.
Com a poeta, li han dedicat diversos estudis crítics. Un d'ells és el titulat "Carles Riba en l'obra de Jordi Cots" publicat a la Revista de Catalunya.
Finalitza els estudis universitaris el 1950, i exerceix la carrera d'advocat durant dotze anys, amb especial dedicació al dret de família. Encara el 1950 ingressa, amb la que havia de ser la seva muller, al Terç Orde franciscà del Santuari de Pompeia, de Barcelona. N'era consiliari un conegut caputxí, el Pare Evangelista de Montagut.

### Mestre i pedagog
El 1963 deixa la carrera d'advocat per consagrar-se a la pedagogia. Havia donat classes de dret i sociologia en algunes escoles d'adults. Novament Joan Triadú li facilita l'entrada a la Institució Cultural del CICF, de la qual ell era director general. Jordi Cots s'havia responsabilitzat, durant dos anys, del Centre d'Estudis Pedagògics del CICF, una escola nocturna d'adults de preparació lliure per al Magisteri. I aquest 1963 el CICF crea l'Escola Thau i en confia la direcció a Jordi Cots, que li confereix l'orientació pedagògica, especialment pel que fa a l'etapa preescolar i de primària. També li donà el nom de Thau, d'arrels franciscanes. Els seus models són Pestalozzi i, sobretot, Kerschensteiner; per al parvulari, tot el que era vigent del mètode Montessori, després a l'escola Talitha. Jordi Cots en fou director durant set anys. Després se'n feu càrrec directament Joan Triadú. Mentrestant, el 1965, neix l'Escola de Mestres Rosa Sensat; i Jordi Cots n'és cofundador amb Marta Mata, Maria Teresa Codina, Pere Darder, Maria Antònia Canals, Enric Lluch, i Anna Maria Roig. Dona, als cursos de tarda, la matèria d'Història de l'Escola.
El 1970 s'integra a l'Institut de Ciències de l'Educació, ICE, de la Universitat Autònoma de Barcelona, UAB, i és cap d'estudis de l'Institut Experimental Pilot Joanot Martorell, on s'assaja el nou Curs d'Orientació Universitària, COU. Quan els Jesuïtes, el 1973, decideixen adoptar la coeducació per a les seves escoles, és cridat per dirigir el que aleshores s'anomenava Primera Etapa d'Educació General Bàsica, al Col·legi Casp. S'hi està també set anys. Finalment, del 1980 al 1988, dirigeix la Residència Escolar Bell·lloc, amb mil dos-cents alumnes, prop de Cardedeu, que comprenia els vuit cursos d'Educació General Bàsica. El 1987 és escollit membre de l'Institut d'Estudis Catalans, Secció de Filosofia i Ciències Socials.

### Els drets dels infants
A l'època de l'ICE de l'Autònoma se li proposa de ser professor de l'Escola Universitària de Formació de Professorat de la UAB. Però ha de tenir el grau de doctor. Com que per la seva titulació universitària no pot escollir un tema pedagògic es decideix per un estudi sobre la Declaració Universal dels Drets de l'Infant de les Nacions Unides, de 1959. Amb tot i haver abandonat la idea de ser professor de l'Escola de Formació de Professorat, acaba la tesi i la llegeix el 1978, coincidint amb la proclamació, per al 1979, de l'Any Internacional de l'Infant.
Per a la redacció de la tesi havia demanat informació a algunes ONG internacionals d'infància. Estableix un singular contacte amb el Bureau International Catholique de l'Enfance, BICE, una associació molt apreciada a les Nacions Unides. El Secretari General del BICE, el Canonge Joseph Moerman, és el que havia tingut la idea de la celebració d'un Any de l'Infant, i va impulsar la commemoració, a Catalunya, d'aquests esdeveniment. El 1980 Jordi Cots crea, al si de Justícia i Pau, una Comissió de la Infància, que és admesa, de seguida, com a membre de ple dret del BICE. És una ONG modesta, però forma part del Consell del BICE durant divuit anys; i durant dos anys Jordi Cots va ser-ne vicepresident primer.
L'objectiu de la Comissió de la Infància és fer conèixer i promoure els drets de l'infant i fomentar una cultura de l'infant que afavoreixi la recepció dels grans textos internacionals d'infància, especialment la Convenció del 1989. Això comporta popularitzar les figures dels grans pioners dels drets dels infants, l'anglesa Eglantyne Jebb i el pedagog polonès Janusz Korczak.
De 1991 al 1995 treballa al Departament de Benestar Social, com a responsable del Pla Integral de Suport a les Famílies.

### Adjunt al Síndic per als Infants
El 1997 és cridat pel Síndic de Greuges Anton Cañellas a ocupar el lloc d'Adjunt per a la defensa dels drets dels infants. És el primer ombudsman per als infants a Catalunya. En aquesta condició va formar part d'ENOC, European Network Ombudsman for Children. Procura donar forma a aquesta figura. Ocupa el càrrec fins al 2004. La Comissió de la Infància continua essent membre associat del BICE; i Jordi Cots, amb un petit grup de voluntaris continua essent-ne el seu secretari.

## Obres
- Fidelitat, poesia, 1949
- D'allà on ve la veu, poesia, 1958
- L'avet valent, conte per a infants, 1966
- La pluja que va ploure per primera vegada, conte per a infants, 1964
- L'observació dels nois a l'escola (en col·laboració amb Anna Ma Roig), 1973
- La Declaració Universal dels Drets de l'Infant, 1979
- Llibre Blanc de Legislació d'infància, 1992, Jordi Cots coordinador
- Familia. Derechos y responsabilidades, BICE (en espanyol, anglès i francès), 1994
- Articles en revistes de caràcter literari, jurídic o de serveis socials

## Distincions
- Medalla President Macià al mèrit en el treball, 1989
- Premi Barcelona Solidaritat, de l'Ajuntament de Barcelona, 1991
- Premi de la Fundació Jaume I d'Actuació Cívica, 1994
- Premi Janusz Korczak, del Consorci dels Premis Nacionals d'Infància a Catalunya, 2003
- II Guardó Rosa Sensat, 2004
- Premi Solidaritat de l'Institut de Drets Humans de Catalunya, 2008
- Reconeixement d'Infància del Departament d'Acció Social i Ciutadania, 2009
- Creu de Sant Jordi, 2011
- Homenatge de Justícia i Pau com a fundador i promotor de la Comissió de la Infància, 2015[5]